# 진목도
진목도(進木島)는 전라남도 신안군 암태면에 있는 섬이다. 특정도서로 지정하여 관리되고 있다.

## 특정도서
진목도는 파식대와 풍혈지형이 발달하였고, 습지식물군락이 형성되어 있으며, 보춘화, 모감주나무, 자란 등이 서식하고 있어 독도 등 도서지역의 생태계보전에 관한 특별법에 의거 특정도서로 지정되었다.
- 지정번호 : 제91호
- 면적 : 149,157m2
- 지번 : 전라남도 신안군 암태면 신석리 산296～산298, 산298-1